# Conceição do Canindé
Conceição do Canindé är en kommun i Brasilien.   Den ligger i delstaten Piauí, i den östra delen av landet, 1 100 km nordost om huvudstaden Brasília. Antalet invånare är 4 484.
Omgivningarna runt Conceição do Canindé är huvudsakligen savann. Runt Conceição do Canindé är det mycket glesbefolkat, med 4 invånare per kvadratkilometer.